# Sakété I
Sakété I è un arrondissement del Benin situato nella città di Sakété (dipartimento dell'Altopiano) con 19.973 abitanti (dato 2006).